# Nationalisme italien
 (avril 2025).
Si vous disposez d'ouvrages ou d'articles de référence ou si vous connaissez des sites web de qualité traitant du thème abordé ici, merci de compléter l'article en donnant les références utiles à sa vérifiabilité et en les liant à la section « Notes et références ».
 (avril 2025).
La mise en forme du texte ne suit pas les recommandations de Wikipédia : il faut le « wikifier ».
Les points d'amélioration suivants sont les cas les plus fréquents. Le détail des points à revoir est peut-être précisé sur la page de discussion.
- Les titres sont pré-formatés par le logiciel. Ils ne sont ni en capitales, ni en gras.
- Le texte ne doit pas être écrit en capitales (les noms de famille non plus), ni en gras, ni en italique, ni en « petit »…
- Le gras n'est utilisé que pour surligner le titre de l'article dans l'introduction, une seule fois.
- L'italique est rarement utilisé : mots en langue étrangère, titres d'œuvres, noms de bateaux, etc.
- Les citations ne sont pas en italique mais en corps de texte normal. Elles sont entourées par des guillemets français : « et ».
- Les listes à puces sont à éviter, des paragraphes rédigés étant largement préférés. Les tableaux sont à réserver à la présentation de données structurées (résultats, etc.).
- Les appels de note de bas de page (petits chiffres en exposant, introduits par l'outil «  Source ») sont à placer entre la fin de phrase et le point final[comme ça].
- Les liens internes (vers d'autres articles de Wikipédia) sont à choisir avec parcimonie. Créez des liens vers des articles approfondissant le sujet. Les termes génériques sans rapport avec le sujet sont à éviter, ainsi que les répétitions de liens vers un même terme.
- Les liens externes sont à placer uniquement dans une section « Liens externes », à la fin de l'article. Ces liens sont à choisir avec parcimonie suivant les règles définies. Si un lien sert de source à l'article, son insertion dans le texte est à faire par les notes de bas de page.
- La présentation des références doit suivre les conventions bibliographiques. Il est recommandé d'utiliser les modèles {{Ouvrage}}, {{Chapitre}}, {{Article}}, {{Lien web}} et/ou {{Bibliographie}}. Le mode d'édition visuel peut mettre en forme automatiquement les références.
- Insérer une infobox (cadre d'informations à droite) n'est pas obligatoire pour parachever la mise en page.

Pour une aide détaillée, merci de consulter Aide:Wikification.
Si vous pensez que ces points ont été résolus, vous pouvez retirer ce bandeau et améliorer la mise en forme d'un autre article.

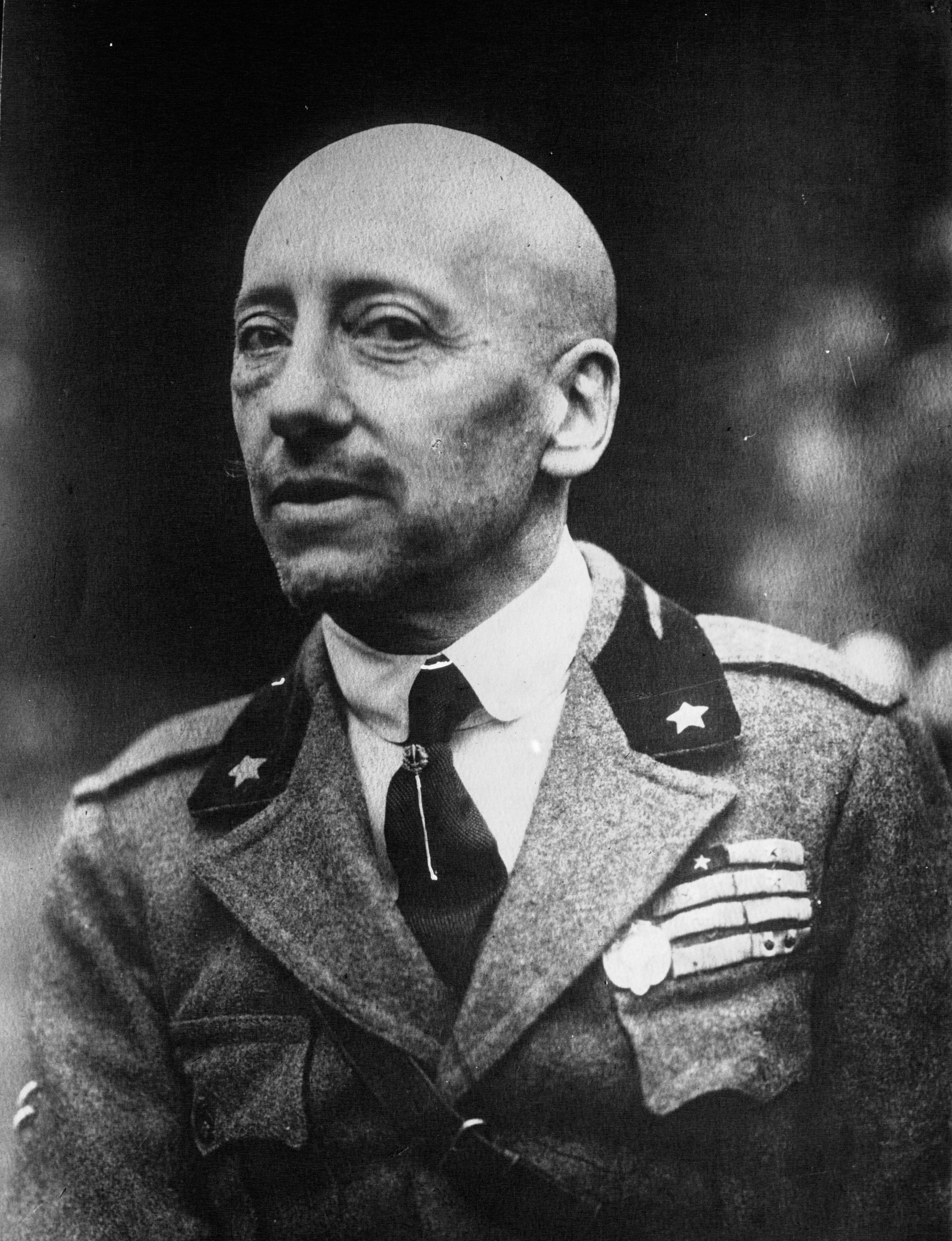
Le poète Gabriele D'Annunzio en 1922, fût un des nationalistes italiens les plus éminents.

Le nationalisme italien affirme que les Italiens forment une nation à l'identité culturelle substantiellement homogène, fondée sur une langue et une histoire communes. Il promeut l’unité culturelle de l’Italie en revendiquant une continuité historique avec les anciens Romains, qui vivaient à l'origine dans le Latium et ont fini par dominer la péninsule italienne et l'Europe. Historiquement, ce nationalisme s’est également inscrit dans une perspective impérialiste.
Avant et après l'unification de l'Italie, divers mouvements liés aux identités territoriales (par exemple le sardinisme, qui s'est définitivement structuré déjà à l'occasion de la « Fusion parfaite » de 1848, et le sicilianisme, qui s'est projeté contre les Bourbons et plus tard les Savoie) ont remis en question le projet de la soi-disant « piémontisation » de l'État mené par le Royaume de Sardaigne , qui a également été critiqué par certains nationalistes non monarchistes.
On pense souvent que le nationalisme italien tire ses origines de la Renaissance, mais n'est apparu comme une force politique dans les années 1830 que sous la direction de Giuseppe Mazzini. Il a servi de cause au Risorgimento dans les années 1860 à 1870. Le nationalisme italien est redevenu fort au cours de la Première Guerre mondiale avec les revendications irrédentistes italiennes de territoires détenus par l'Autriche-Hongrie et à l'époque du fascisme italien. L’Italie est au centre de nombreux intérêts européens que ce soit pour les Français, les Autrichiens, les Suisses ou bien même les catholiques. Elle voit son développement lié aux différentes insurrections qu’il y a à travers l’Europe à partir de 1849 et du printemps des peuples. Elle s’incorpore dans cette essence nationaliste qui bouleverse l’Europe depuis la Révolution française de 1789, qui a été violemment réprimée à partir du Congrès de Vienne de 1815, et qui ne fait qu’augmenter à travers le siècle et jusqu'au deux guerres mondiales[réf. nécessaire]. 
Dans les années 1800, mise à part la Russie et l’Espagne, tous les pays européens sont touchés par une vague nationaliste, mais rares sont les peuples qui parviennent à imposer leur vision. Ainsi, ce sont surtout les pays de l’Europe méridionale qui sont violemment touchés, mais ils arrivent à installer des nations pour exprimer leur vœux nationalistes (Italiens, Allemands…), alors que dans l’Europe de l’Est, les peuples sont réprimés et n’arrivent pas à obtenir l’indépendance, restant sous le giron des grandes puissances comme la Russie ou bien l’Empire ottoman.

## Personnalités
- Giuseppe Mazzini
- Gabriele D'Annunzio
- Enrico Corradini
- Benito Mussolini
- Roberto Farinacci
- Giorgio Almirante
- Roberto Fiore
- Massimo Morsello
- Simone Di Stefano
- Gianluca Iannone